# 池田裕紀子
池田 裕紀子（いけだ ゆきこ、1971年7月15日 - ）は、日本のアーチェリーの選手である。 彼女は、1992年夏季オリンピックの女子個人戦と団体戦に出場した。